# 고속도로의 모터사이클 통행 기준

아일랜드의 고속도로 시점 및 고속도로 통행금지 표지(그림)
1. 연습면허만 소지한 초보운전자
2. 50cc 미만 차량
3. 저속 차량(50km/h 미만)
4. 장애인용 차량(장애인용 전동차 등)
5. 자전거
6. 보행자
7. 동물

이탈리아의 고속도로(아우토스트라다) 입구에 설치된 금지대상 표지(그림)
1. 249cc 이하의 측차부 이륜차(사이드카)
2. 149cc 이하의 이륜차
3. 자전거 및 보행자, 우마차
4. 히치하이크

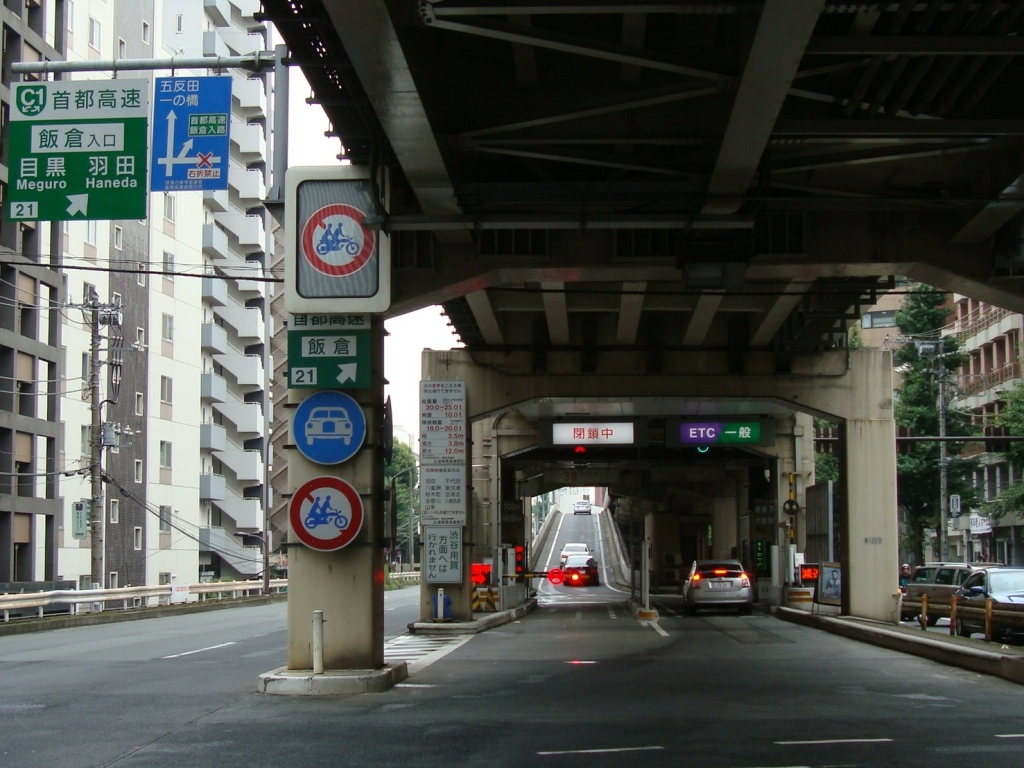
2인 승차 이륜차 통행금지 표지판이 설치된 일본 고속도로의 입구(수도고속도로)

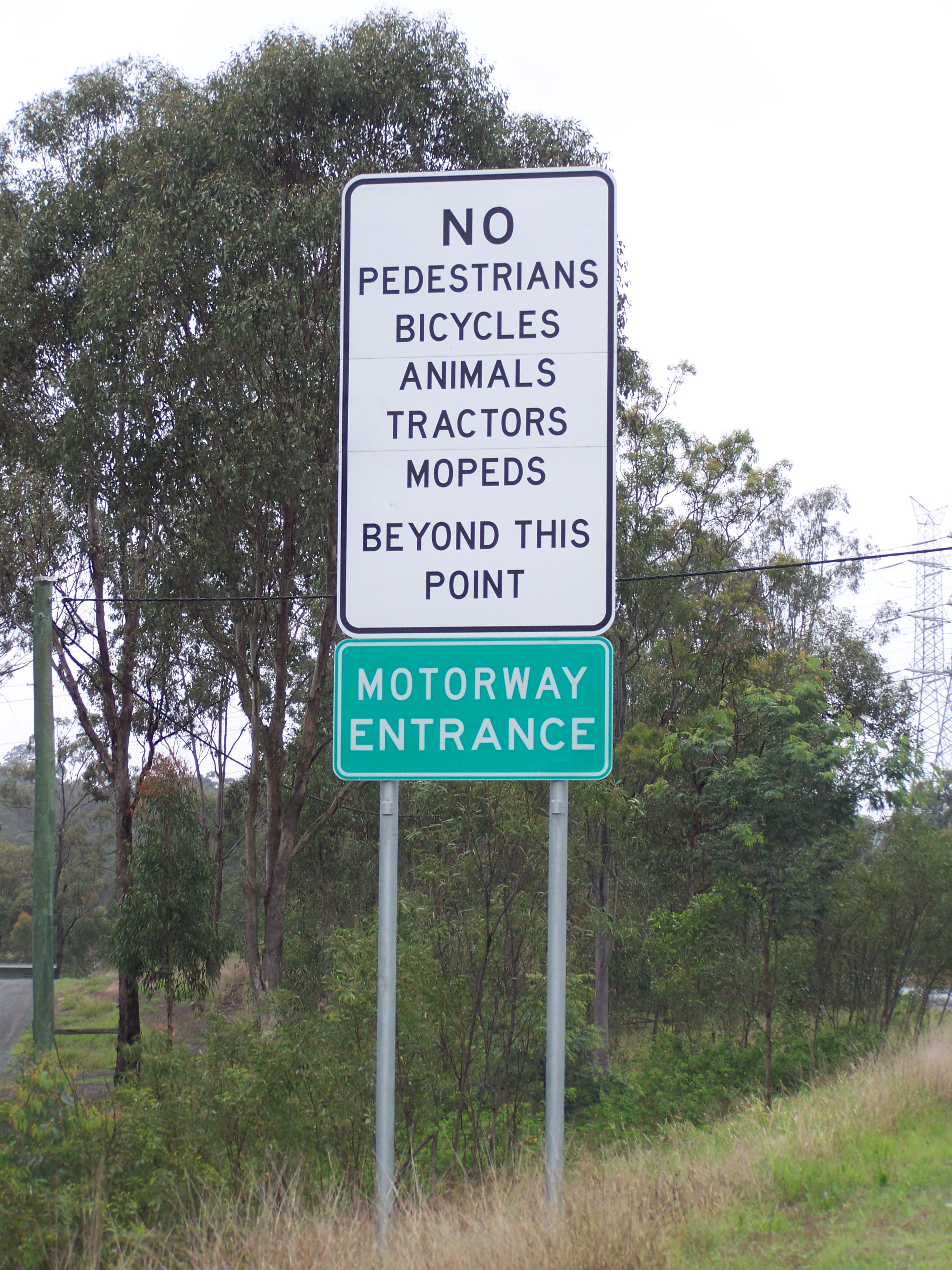
오스트레일리아의 고속도로 입구에 설치된 고속도로 입구 및 통행금지대상 표지판
1. 보행자
2. 자전거
3. 동물
4. 트랙터
5. 모페드(원동기장치자전거)

고속도로의 모터사이클 통행 기준은 모터사이클의 고속도로 통행과 관련된 규칙을 말하며, 통행 제한과 속도 제한 등을 말한다. 여기에서 말하는 고속도로는 대한민국 기준으로 고속국도와 일반도로 중에서 자동차 전용도로로 지정된 도로를 말한다.

## 통행 기준
모터사이클의 고속도로 통행 기준은 국가마다 다르며, 대부분의 국가는 모터사이클의 고속도로 통행 기준을 엔진 배기량으로 구분한다. 일부 국가의 경우에는 승차 제한을 시행하는 국가와 모든 배기량의 모터사이클에 대하여 고속도로의 통행을 금지하는 국가도 있는데, 전자는 고속도로에 모터사이클이 통행하는데 있어서 2인 승차 모터사이클의 통행을 금지하는 제도이며, 후자는 긴급자동차로 지정된 모터사이클(싸이카 및 소방용 모터사이클 등)을 제외한 모든 모터사이클에 대하여 고속도로의 통행을 금지하는 제도이다.

## 속도 제한
고속도로의 모터사이클 속도 제한은 대부분의 국가는 승용차의 속도 제한과 동일하지만 일부 국가들은 승용차의 속도 제한보다 20 km/h가 낮은 경우도 있다.

## 목록

### 통행 규정 목록
여기에서 고속도로 통행 규정은 고속도로 외에도 자동차 전용도로로 지정된 도로(고속화도로, 도시고속화도로, 일본의 지역 고규격도로, 중국대륙과 타이완의 쾌속공로 등)까지 포함하며, 아래 목록에서 모터사이클의 고속도로 통행 여부 확인이 되지 않은 국가(고속도로가 없는 국가와 고속도로가 있더라도 확인이 되지 않은 국가)는 제외하였다.
출처 : 《세계 이륜차 현황》(혼다)
- ■ : 일정 배기량 이상 또는 이를 초과하는 모터사이클의 고속도로 통행이 가능한 국가[3]
- ■ : 긴급자동차(싸이카 및 소방용 모터사이클 등) 이외의 모터사이클의 고속도로 통행이 고시 또는 관련법에 의해 금지되어 있는 국가
- ■ : 일부지역 또는 상당수 지역이나 구간에서 모터사이클의 고속도로 통행이 금지되고 있는 국가
  - 주1 : 통행 여부 내용 첫머리 부분에 ● 표시가 되어 있는 경우에는 한때 긴급용을 제외한 모터사이클의 고속도로와 자동차 전용도로의 통행을 금지하던 국가를 말한다.(모터사이클의 자동차 전용도로 통행금지가 먼저 해금된 후, 고속도로의 모터사이클 통행금지가 해금된 국가를 포함)
  - 주2 : 통행 여부 내용 첫머리 부분에 ◐ 표시가 되어 있는 경우에는 한때 긴급용을 제외한 모터사이클의 자동차 전용도로(고속도로 제외) 통행을 금지하던 국가를 말한다.
  - 주3 : 통행 여부 내용 첫머리 부분에 ◆ 표시가 되어 있는 경우에는 고속도로의 모터사이클 통행은 금지되어 있으나, 일정 배기량 이상 또는 이를 초과하는 모터사이클은 자동차 전용도로의 통행이 가능한 국가를 말한다.

| 국가              | 통행 여부                                          | 통행가능 배기량                                       | 비고 |  |
| ----------------- | -------------------------------------------------- | ----------------------------------------------------- | --- |  |
| 그리스            | 가능                                               | 50cc 이상 또는 초과                                   | 유럽 연합 회원국 |  |
| 나이지리아        | 가능                                               | 50cc 이상 또는 초과                                   | |  |
| 남아프리카 공화국 | 가능                                               | 50cc 이상 또는 초과                                   | |  |
| 네덜란드          | 가능                                               | 50cc 이상 또는 초과                                   | 유럽 연합 회원국 |  |
| 네팔              | 가능                                               | 50cc 이상 또는 초과                                   | 일부 지역은 150cc 이상부터 통행가능 |  |
| 노르웨이          | 가능                                               | 50cc 이상 또는 초과                                   | |  |
| 뉴질랜드          | 가능                                               | 50cc 이상 또는 초과                                   | |  |
| 대한민국          | 금지                                               | 긴급자동차로 지정된 이륜자동차만 통행가능             | 1972년부터 소관 부처의 고시에 의해 통행금지(1991년 이전까지 법률상 가능, 1991년부터 법률로서 금지되었음. 현재는 긴급자동차로 지정된 이륜자동차만 통행가능. 상세 설명은 대한민국 고속도로의 모터사이클 통행 제한 참조) |  |
| 덴마크            | 가능                                               | 50cc 이상 또는 초과                                   | 유럽 연합 회원국 |  |
| 독일              | 가능                                               | 50cc 이상 또는 초과                                   | 유럽 연합 회원국 |  |
| 러시아            | 가능                                               | 50cc 이상 또는 초과                                   | 유럽 연합 회원국 |  |
| 루마니아          | 가능                                               | 50cc 이상 또는 초과                                   | 유럽 연합 회원국 |  |
| 룩셈부르크        | 가능                                               | 50cc 이상 또는 초과                                   | 유럽 연합 회원국 |  |
| 리히텐슈타인      | 가능                                               | 50cc 이상 또는 초과                                   | 유럽 연합 회원국 |  |
| 멕시코            | 가능                                               | 50cc 이상 또는 초과                                   | |  |
| 바티칸 시국       | 가능                                               | 150cc 이상 또는 초과                                  | 유럽 연합 회원국 |  |
| 방글라데시        | 가능                                               | 50cc 이상 또는 초과                                   | |  |
| 베네수엘라        | 금지                                               | 긴급자동차로 지정된 이륜자동차만 통행가능             | 금지 연도 미상 |  |
| 베트남            | 일부 금지                                          | 일부 노선은 긴급자동차로 지정된 이륜자동차만 통행가능 | 2006년 경에 법규 제정. 변화 가능성 있음. |  |
| 벨기에            | 가능                                               | 50cc 이상 또는 초과                                   | 유럽 연합 회원국 |  |
| 벨라루스          | 가능                                               | 50cc 이상 또는 초과                                   | 유럽 연합 회원국 |  |
| 볼리비아          | 가능                                               | 전배기량                                              | |  |
| 브라질            | 가능                                               | 50cc 이상 또는 초과                                   | |  |
| 산마리노          | 가능                                               | 50cc 이상 또는 초과                                   | 유럽 연합 회원국 |  |
| 스위스            | 가능                                               | 50cc 이상 또는 초과                                   | 유럽 연합 회원국 |  |
| 싱가포르          | 가능                                               | 50cc 이상 또는 초과                                   | |  |
| 마카오            | 가능                                               | 125cc 이상 또는 초과                                  | 중화인민공화국의 특별행정구 |  |
| 말레이시아        | 가능                                               | 50cc 이상 또는 초과                                   | |  |
| 모나코            | 가능                                               | 50cc 이상 또는 초과                                   | 유럽 연합 회원국 |  |
| 모로코            | 가능                                               | 50cc 이상 또는 초과                                   | |  |
| 몰타              | 가능                                               | 50cc 이상 또는 초과                                   | 유럽 연합 회원국 |  |
| 몽골              | 가능                                               | 50cc 이상 또는 초과                                   | |  |
| 미국              | 가능                                               | 50cc 이상 또는 초과                                   | 일부 주는 배기량이 낮은 모터사이클 중에서 125cc 또는 150cc 미만(en:Motor-driven cycle)이거나 일정한 마력에 미달하는 모터사이클은 고속도로 통행이 금지 |  |
| 불가리아          | 가능                                               | 50cc 이상 또는 초과                                   | 유럽 연합 회원국 |  |
| 사우디아라비아    | 가능                                               | 50cc 이상 또는 초과                                   | |  |
| 스웨덴            | 가능                                               | 50cc 이상 또는 초과                                   | 유럽 연합 회원국 |  |
| 스페인            | 가능                                               | 50cc 이상 또는 초과                                   | 유럽 연합 회원국 |  |
| 슬로바키아        | 가능                                               | 50cc 이상 또는 초과                                   | 유럽 연합 회원국 |  |
| 슬로베니아        | 가능                                               | 50cc 이상 또는 초과                                   | 유럽 연합 회원국 |  |
| 아이슬란드        | 가능                                               | 50cc 이상 또는 초과                                   | |  |
| 아일랜드          | 가능                                               | 50cc 이상 또는 초과                                   | 유럽 연합 회원국 |  |
| 안도라            | 가능                                               | 전배기량                                              | 유럽 연합 회원국 |  |
| 영국              | 가능                                               | 50cc 이상 또는 초과                                   | 유럽 연합 회원국 |  |
| 오스트리아        | 가능                                               | 50cc 이상 또는 초과                                   | 유럽 연합 회원국 |  |
| 오스트레일리아    | 가능                                               | 50cc 이상 또는 초과                                   | |  |
| 우즈베키스탄      | 가능                                               | 50cc 이상 또는 초과                                   | |  |
| 우크라이나        | 가능                                               | 50cc 이상 또는 초과                                   | 유럽 연합 회원국 |  |
| 이탈리아          | 가능                                               | 150cc 이상 또는 초과                                  | 유럽 연합 회원국, 측차부(사이드카)는 250cc 이상부터 통행가능 |  |
| 인도              | 가능                                               | 350cc 이상 또는 초과                                  | 스쿠터는 100cc ~ 150cc인 경우에만 통행가능 |  |
| 인도네시아        | 금지                                               | 긴급자동차로 지정된 이륜자동차만 통행가능             | 금지 연도 미상 |  |
| 일본              | 가능                                               | 125cc 이상 또는 초과                                  | 1965년부터 2005년까지 2인 승차 상태인 경우에는 통행이 금지된 적이 있음. 상세 설명은 동아시아 지역 고속도로의 모터사이클 통행 제한#일본 참조 |  |
| 조지아            | 가능                                               | 50cc 이상 또는 초과                                   | |  |
| 중국              | 금지 (일부지역 또는 일부구간 통행가능)             |                                                       | 베이징, 상하이, 선전 등의 일부지역이나 일부구간 등은 통행금지. 그러나, 실제로 중국의 많은 지역에서는 모터사이클의 고속도로 통행을 금지하고 있다. 상세 설명은 동아시아 지역 고속도로의 모터사이클 통행 제한#중국 본토 참조. |  |
| 체코              | 가능                                               | 50cc 이상 또는 초과                                   | 유럽 연합 회원국 |  |
| 칠레              | 가능                                               | 50cc 이상 또는 초과                                   | |  |
| 카자흐스탄        | 가능                                               | 전배기량                                              | 유럽 연합 회원국 |  |
| 캐나다            | 가능                                               | 50cc 이상 또는 초과                                   | |  |
| 콜롬비아          | 가능                                               | 50cc 이상 또는 초과                                   | |  |
| 태국              | 가능 (일부지역 또는 일부구간 통행금지)             |                                                       | 통행금지 연도 미상 |  |
| 대만              | ◐◆금지 (쾌속공로{요금소가 없는 고속화도로}는 가능) | 250cc 이상 (자동차 전용도로에 한함)                   | 2007년 11월부터 개정 법률 시행에 의해 550cc 이상의 통행이 가능하게 되었으며, 2012년 7월부터 250cc 이상 통행가능(타이완 국도 제3갑호선 쾌속공로, 타이완 성도의 쾌속공로 구간 및 도시고속화도로에 한함). 2007년 이전에는 긴급자동차를 제외한 경우에는 통행금지. 현재 고속공로(유료로 운영되는 고속도로)는 아직도 긴급 모터사이클 외에는 전배기량 통행금지(통행금지 시행연도 미상). |  |
| 튀르키예          | 가능                                               | 350cc 이상 또는 초과                                  | |  |
| 파키스탄          | 금지                                               | 긴급자동차로 지정된 이륜자동차만 통행가능             | 금지 연도 미상 |  |
| 페루              | 가능                                               | 50cc 이상 또는 초과                                   | |  |
| 포르투갈          | 가능                                               | 50cc 이상 또는 초과                                   | 유럽 연합 회원국 |  |
| 폴란드            | 가능                                               | 50cc 이상 또는 초과                                   | 유럽 연합 회원국 |  |
| 프랑스            | 가능                                               | 50cc 이상 또는 초과                                   | 유럽 연합 회원국 |  |
| 필리핀            | ● 가능                                             | 400cc 이상                                            | 1968년부터 2000년대 중반까지 긴급자동차를 제외한 경우에는 통행금지(상세 설명은 동아시아 지역 고속도로의 모터사이클 통행 제한#필리핀 참조) |  |
| 핀란드            | 가능                                               | 50cc 이상 또는 초과                                   | 유럽 연합 회원국 |  |
| 헝가리            | 가능                                               | 50cc 이상 또는 초과                                   | 유럽 연합 회원국 |  |
| 홍콩              | 가능                                               | 125cc 이상 또는 초과                                  | 중화인민공화국의 특별행정구 |  |

### 속도 제한 목록
아래의 내용은 고속도로의 속도 제한 중 승용차와 모터사이클의 속도 제한으로, 단위는 km/h이다.
| 국가         | 차종별 최고속도제한(속도의 단위 : km/h) | 차종별 최고속도제한(속도의 단위 : km/h) |
| 국가         | 승용차                                  | 모터사이클                              |
| ------------ | --------------------------------------- | --------------------------------------- |
| 벨라루스     | 110                                     | 90                                      |
| 불가리아     | 130                                     | 100                                     |
| 그리스       | 130                                     | 80                                      |
| 러시아       | 110                                     | 90                                      |
| 튀르키예     | 120 (일부 노선은 110)                   | 100 (일부 노선은 90)                    |
| 일본         | 120 100(법정 속도)                      | 120 100(법정 속도)                      |
| 우크라이나   | 130(일부 노선은 110)                    | 80                                      |
| 베트남       | 80                                      | 60                                      |
| 핀란드       | 130                                     | 120                                     |
| 미국         | 120                                     | 120 (일부 노선은 110)                   |
| 스위스       | 130                                     | 120                                     |
| 말레이시아   | 110                                     | 100                                     |
| 필리핀       | 120                                     | 110                                     |
| 헝가리       | 130                                     | 100                                     |
| 영국         | 130                                     | 110                                     |
| 프랑스       | 130                                     | 120                                     |
| 독일         | 130 120(법정 속도)                      | 130 120(법정 속도)                      |
| 이탈리아     | 130                                     | 120                                     |
| 인도         | 90                                      | 80                                      |
| 스페인       | 130                                     | 110                                     |
| 홍콩         | 120                                     | 100                                     |
| 우즈베키스탄 | 120                                     | 110                                     |
| 스웨덴       | 130                                     | 120                                     |

## 관련 사진

### 표지 및 시설
- 오스트레일리아의 고속도로 입구에 설치된 고속도로 입구 및 통행금지대상 표지판
1.보행자
2.자전거
3.동물
4.트랙터
5.모페드(원동기장치자전거)
- 뉴질랜드의 고속도로 입구의 통행금지대상 표지판
1.보행자
2.자전거
3.모페드(원동기장치자전거)
4.동물
5.트랙터

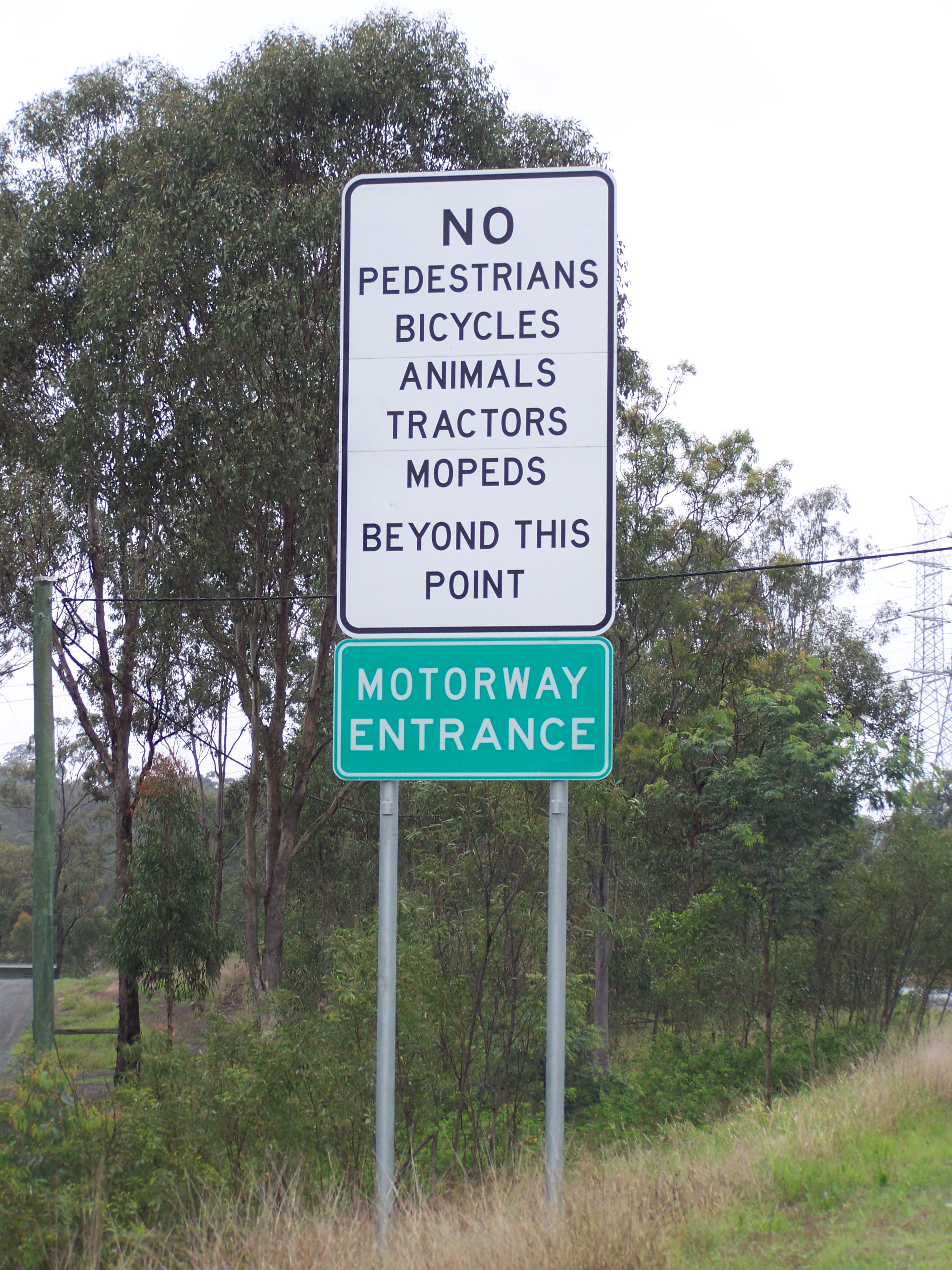
이탈리아의 고속도로(아우토스트라다) 입구에 설치되어 있는 통행금지대상 표지판
1. 249cc 이하의 측차부 이륜차 통행금지
2. 149cc 이하의 이륜차 통행금지
3. 자전거, 보행자, 우마차 통행금지
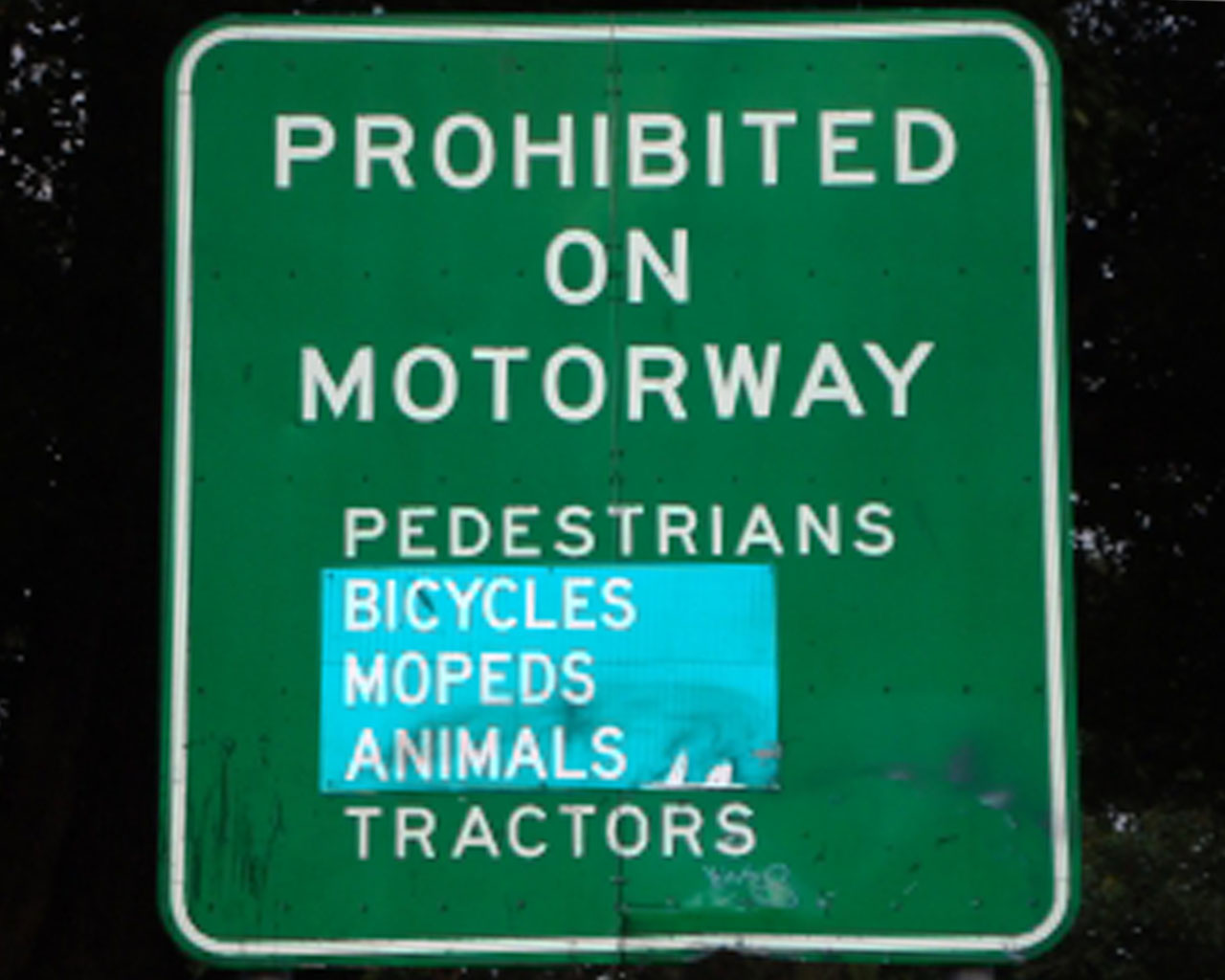
일본 고속도로의 진입금지대상 표지판(오비히로히로오 자동차도)
1.125cc 이하의 이륜차
2.자전거
3.보행자
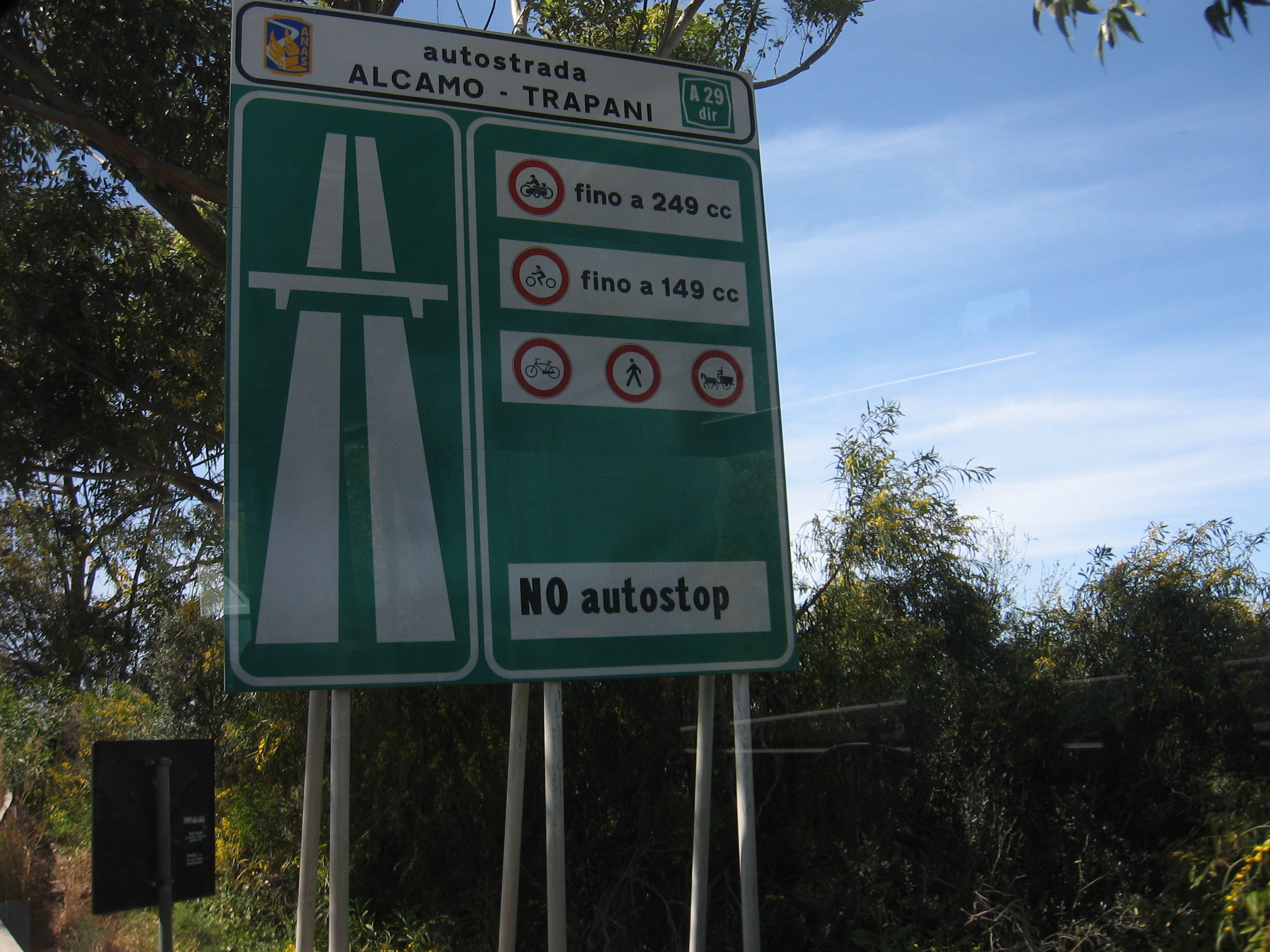
일본의 2인 승차 이륜차 통행금지 표지판
(연령 20세 미만 또는 이륜면허 취득일로부터 3년 미만의 운전자)
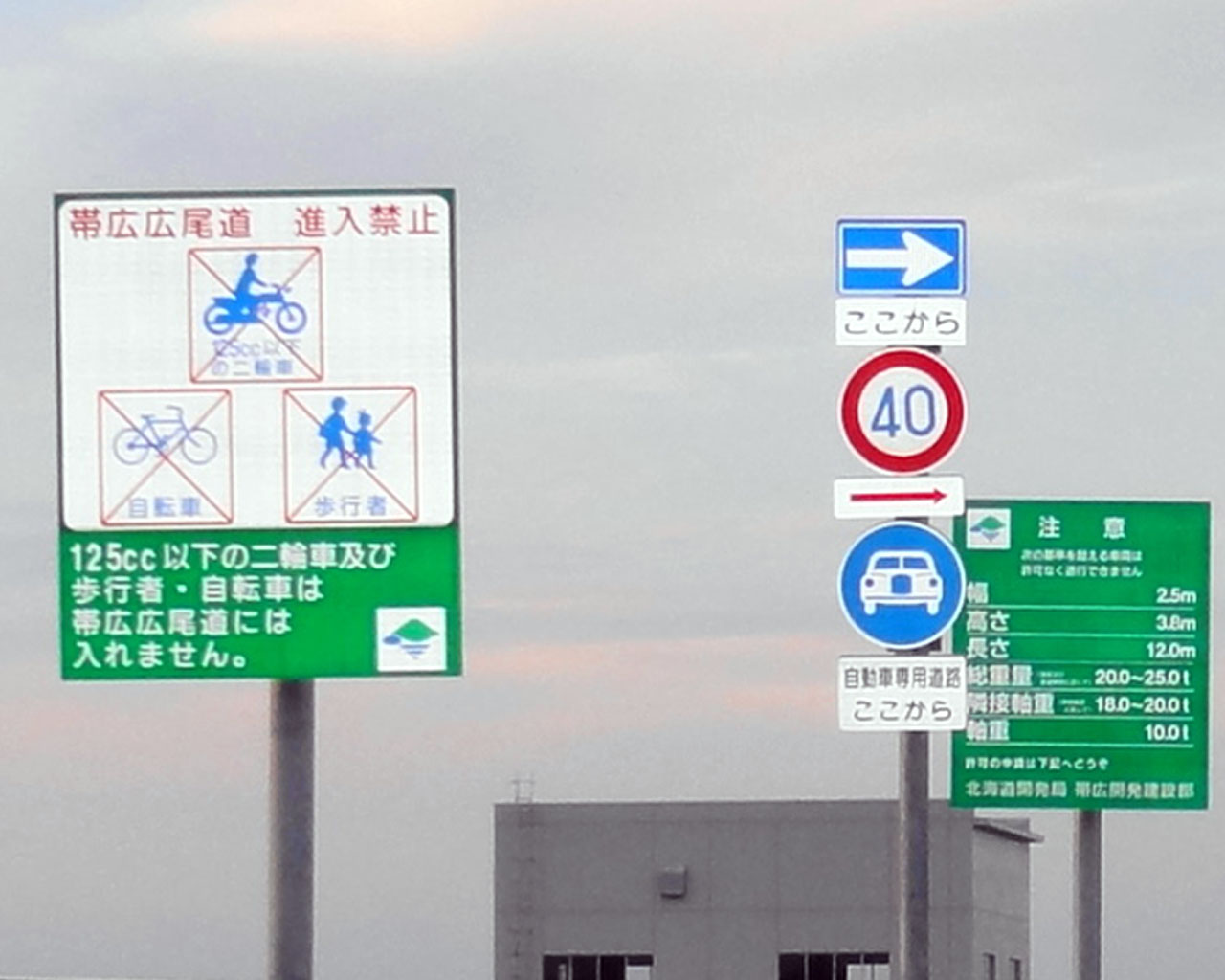
2인 승차 이륜차 통행금지 표지판이 설치된 일본 고속도로의 입구(수도고속도로)
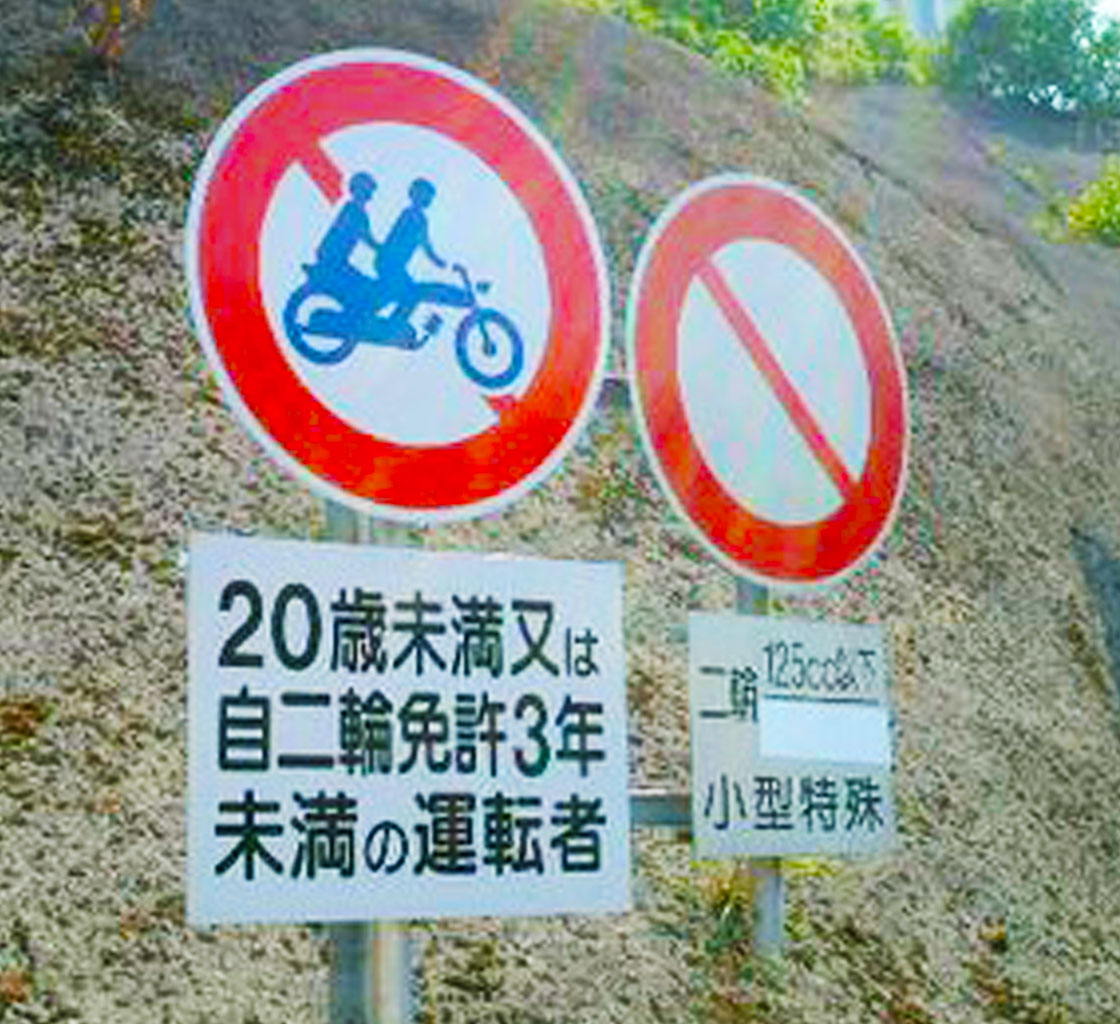
일본의 2인 승차 이륜차 통행금지 표지판 (연령 20세 미만 또는 이륜면허 취득일로부터 3년 미만의 운전자)
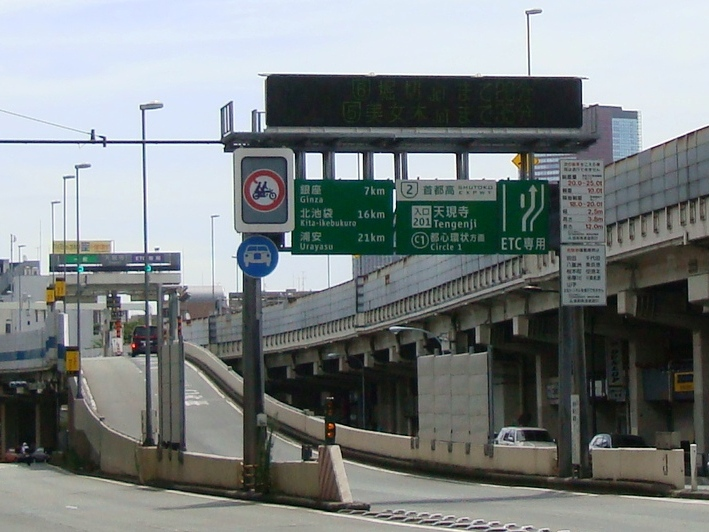
필리핀 고속도로 입구의 통행금지대상 표지판(2개)
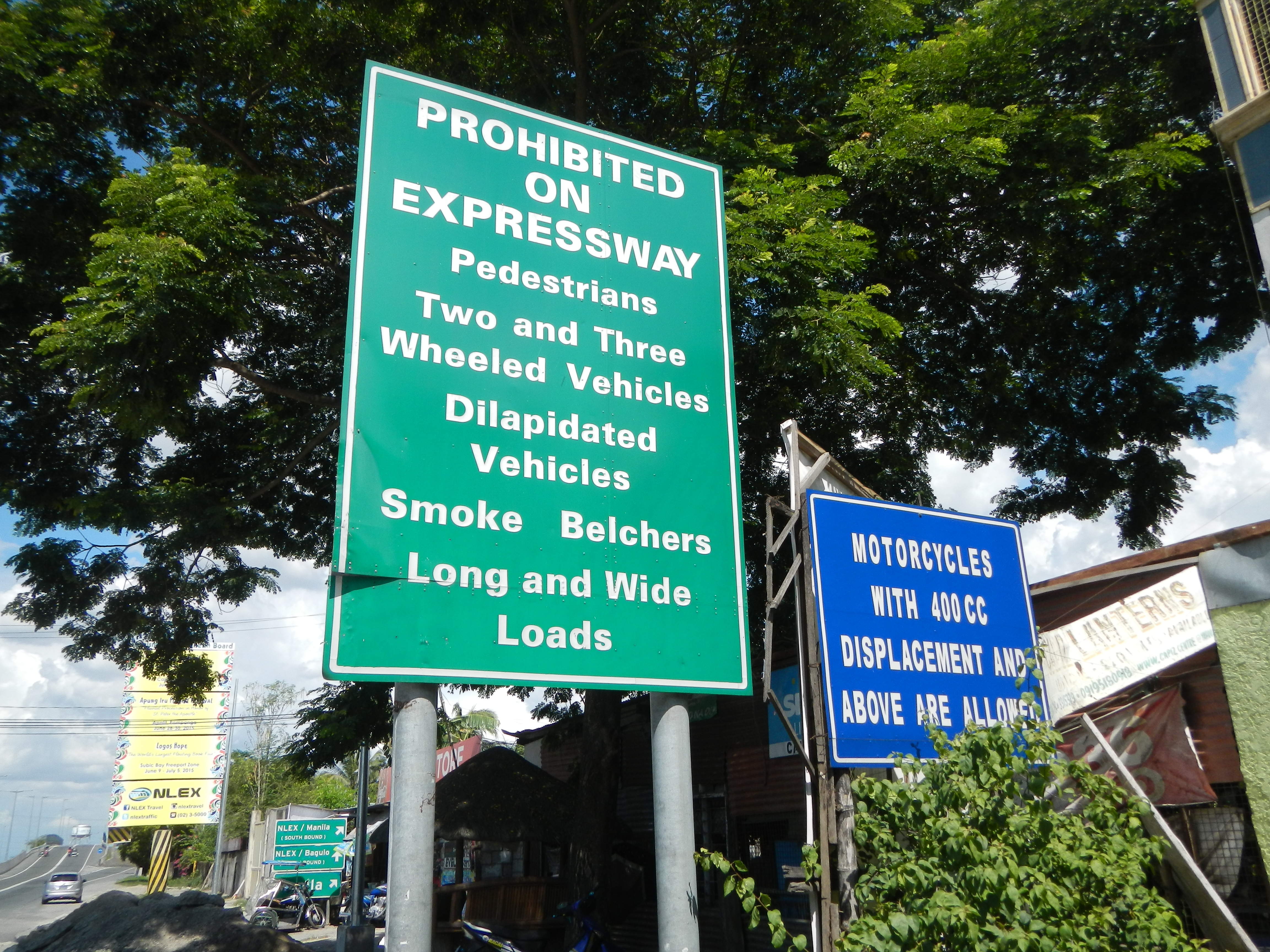
필리핀 고속도로 입구의 통행금지대상 표지판(2개) 1-1.보행자 1-2.이륜차 및 삼륜차 1-3.노후차량 1-4.매연을 내뿜는 차량 1-5.규정치를 초과하는 전장 또는 전폭의 차량 2.400cc이상의 이륜차 통행가능
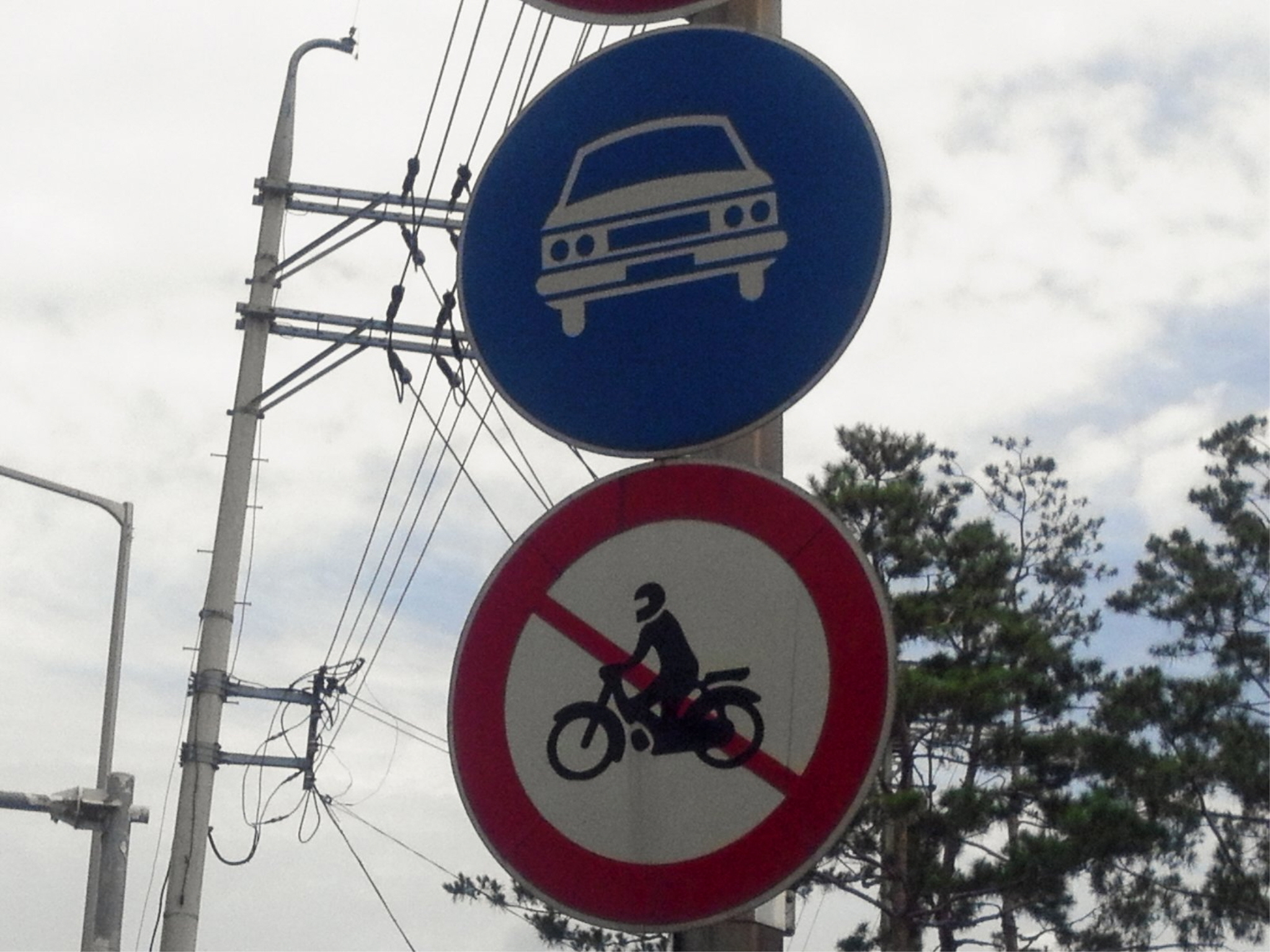
대한민국의 고속도로 및 자동차전용도로 입구에 설치되어 있는 자동차전용도로 표지판과 이륜자동차 통행금지 표지판
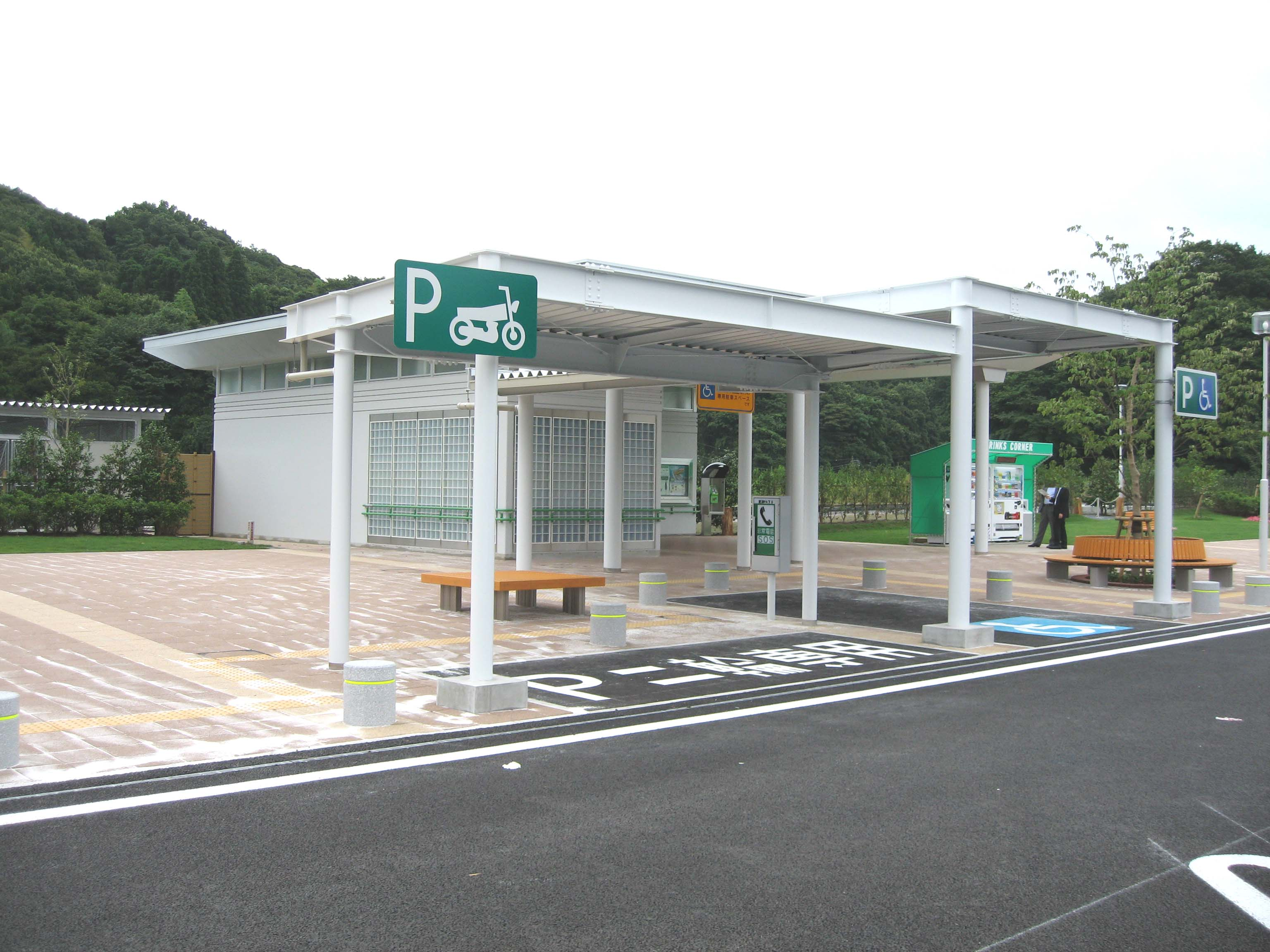
일본 고속도로 휴게소의 이륜차전용 주차시설 (다테야마 자동차도 키미쓰 휴게소)
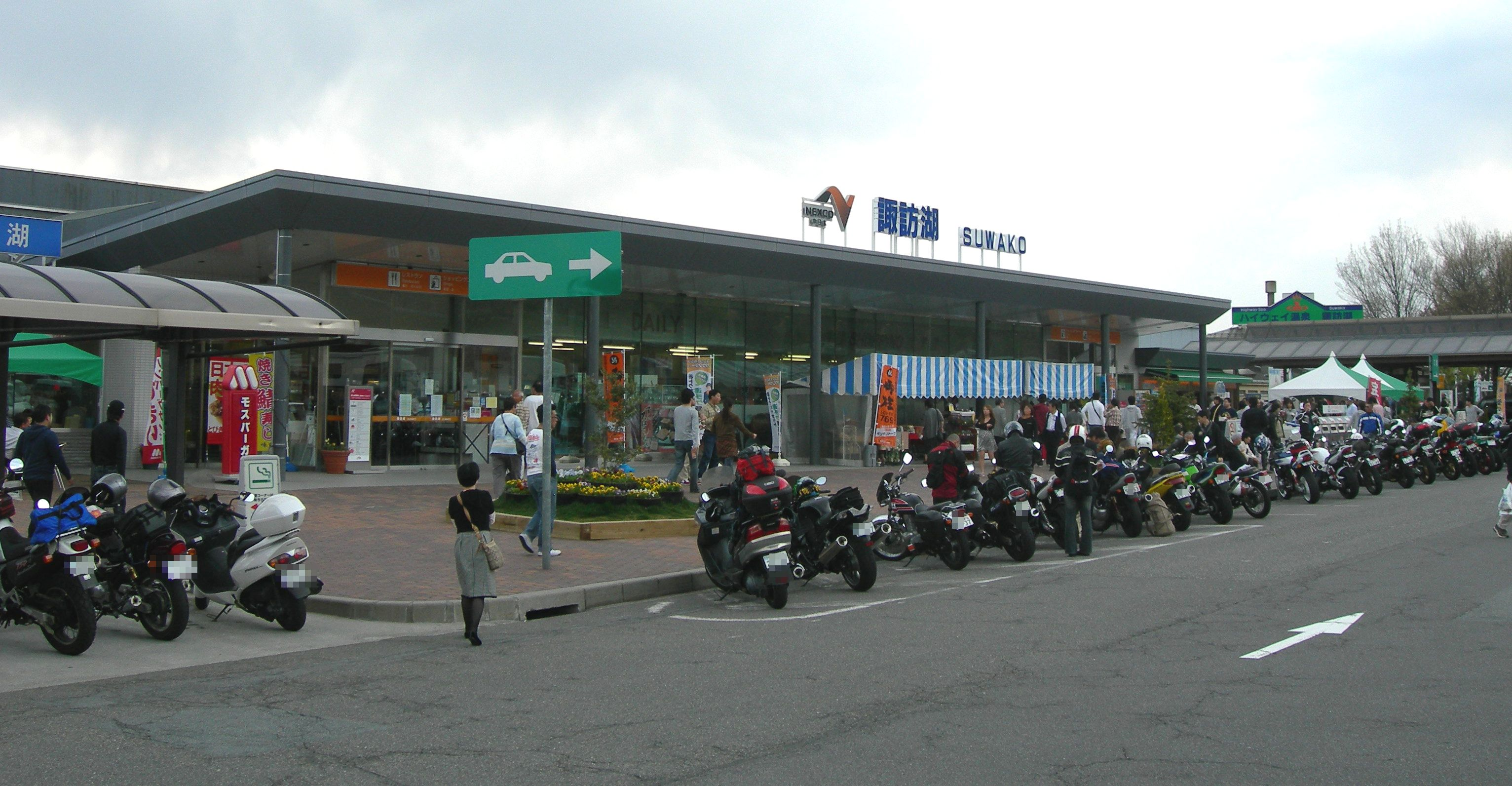
일본 고속도로 휴게소의 이륜차전용 주차시설 (주오 자동차도 스와코 휴게소)
1-1.보행자
1-2.이륜차 및 삼륜차
1-3.노후차량
1-4.매연을 내뿜는 차량
1-5.규정치를 초과하는 전장 또는 전폭의 차량
2.400cc이상의 이륜차 통행가능
- 대한민국의 고속도로 및 자동차전용도로 입구에 설치되어 있는 자동차전용도로 표지판과 이륜자동차 통행금지 표지판
- 일본 고속도로 휴게소의 이륜차전용 주차시설
(다테야마 자동차도 키미쓰 휴게소)
- 일본 고속도로 휴게소의 이륜차전용 주차시설
(주오 자동차도 스와코 휴게소)

### 주행

#### 주행가능 국가
| 국가 | 사진                                | 사진설명                                     | 관련 제도 설명                                     |
| ---- | ----------------------------------- | -------------------------------------------- | -------------------------------------------------- |
| 일본 |                                     | 도메이 고속도로를 주행하는 모터사이클        | 125cc를 초과하는 모터사이클은 고속도로 주행이 가능 |
| 일본 | 산인 자동차도를 주행하는 모터사이클 |                                              | 125cc를 초과하는 모터사이클은 고속도로 주행이 가능 |
| 독일 |                                     | 아우토반 9호선을 주행하는 모터사이클         | 50cc를 초과하는 모터사이클은 고속도로 주행이 가능  |
| 인도 |                                     | 델리 구르카온 고속도로를 주행하는 모터사이클 | 350cc 이상의 모터사이클은 고속도로 주행이 가능     |

#### 주행금지 국가
| 국가     | 사진                                   | 사진설명                       | 관련 제도 설명 |
| -------- | -------------------------------------- | ------------------------------ | --- |
| 대한민국 |                                        | 강변북로를 주행하는 모터사이클 | 긴급자동차로 지정된 이륜자동차(싸이카 및 소방용 모터사이클 등) 이외의 경우에는 고속도로 및 자동차 전용도로의 모터사이클 주행이 법률상으로 금지되어 있어서 불법이다. |
| 대한민국 | 호남고속도로지선을 주행하는 모터사이클 |                                | 긴급자동차로 지정된 이륜자동차(싸이카 및 소방용 모터사이클 등) 이외의 경우에는 고속도로 및 자동차 전용도로의 모터사이클 주행이 법률상으로 금지되어 있어서 불법이다. |

## 같이 보기
- 동아시아 지역 고속도로의 모터사이클 통행 제한
- 대면 통행
- en:Speed limits by country